# Waldbrände in Griechenland 2023

Die Waldbrände in Griechenland 2023 umfassen die Wald- und Buschbrände der Waldbrandsaison 2023. Bis Ende September verbrannten bei 55 größeren Wald- und Buschbränden über 174.000 Hektar Land und damit etwa der vierfache Durchschnitt der Jahre 2006 bis 2022, der bei 43.490 Hektar liegt. Damit waren 1,3 Prozent der Landesfläche betroffen. Schwere Waldbrände begannen 2023 Mitte Juli in mehreren Gebieten in der Region Attika sowie auf den Inseln Rhodos, Korfu und Euböa. Die Waldbrandgefahr wurde durch die vorherrschende Trockenheit und eine lange andauernde Hitzewelle sowie starke Winde erhöht. Auf Rhodos mussten etwa 19.000 Menschen evakuiert werden. Beim Absturz eines Canadair-Löschflugzeugs nahe Karystos starben am 25. Juli zwei griechische Piloten. Am 19. August brach im Nordosten Griechenlands bei Alexandroupoli ein Waldbrand aus, bei dem 18 Menschen ums Leben kamen. Insgesamt kam es im Jahr 2023 im ganzen Land zu mindestens 25 Todesfällen. Über 70 Feuerwehrleute wurden verletzt.
70.640 Hektar der verbrannten Fläche befanden sich innerhalb Gebieten des Schutzgebietsnetzwerks Natura 2000.

## Ursachen der Waldbrände

### Hitzewellen

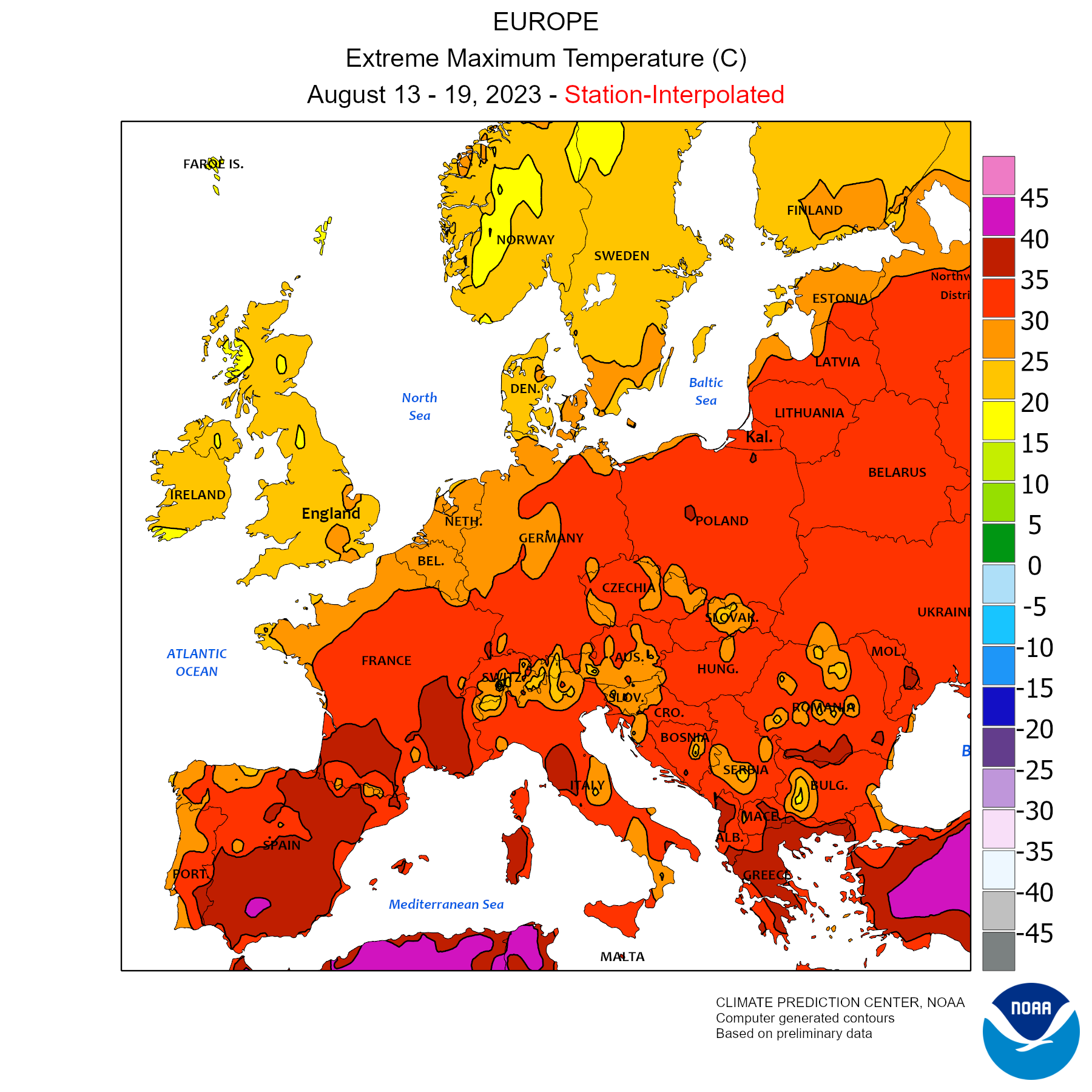
Höchsttemperaturen in Europa für 13. bis 19. August 2023

#### Verlauf der Hitzewellen
Als Hitzewelle wird in Griechenland ein Zeitraum von mindestens drei aufeinanderfolgenden Tagen mit Temperaturhöchstwerten von 37 °C und Temperaturtiefstwerten von 26 °C definiert. In den vergangenen vier Jahrzehnten hat im Rahmen der Klimakrise die Anzahl von Hitzewellen in Griechenland zugenommen. Die bisher längste Hitzewelle des Landes ereignete sich im Jahr 1998 und dauerte 14 Tage. In den Jahren 2007 und 2021 gab es zwei Hitzewellen von jeweils 10 bzw. 11 Tagen. Das Nationale Observatorium Athen prognostizierte für ganz Griechenland ab dem 11. Juli 2023 eine anhaltende Hitzewelle mit einem Höhepunkt ab dem 14. Juli und örtlichen Höchsttemperaturen über 42 °C. Ursache für die Hitzewelle war der Zustrom sehr heißer Luftmassen aus Nordafrika in Verbindung mit einer Abwärtsbewegung von Luftmassen, was den Temperaturanstieg zusätzlich verstärkte. Hervorgehoben wurde die Gefahr, dass die heißen und trockenen Bedingungen das Auftreten und die Ausbreitung von Waldbränden begünstigen. Ab dem 12. Juli herrschten im gesamten Mittelmeerraum hohe Temperaturen mit Höchstwerten in Spanien, Tunesien, Italien, Griechenland und Zypern. Das Hochdruckgebiet Kleon (Κλέων) verursachte in Zentralmakedonien, Thessalien und Mittelgriechenland verbreitet Temperaturen über 39 °C, im thessalischen Larisa wurde die 40-Grad-Marke fast erreicht. Wie vorhergesagt stiegen die Temperaturen am 13. Juli landesweit an. Die Höchsttemperaturen pendelten sich auf sehr hohem Niveau ein und überstiegen in vielen Gebieten die 40-°C-Marke. 168 Wetterstationen verzeichneten Höchstwerte über 37 °C, an 26 Wetterstationen wurden Höchstwerte über 40 °C gemessen. Die absolute Höchsttemperatur betrug 42 °C in Larisa. Durch die hohen Temperaturen steigt die Waldbrandgefahr, da sich die Brände in extrem trockener Vegetation schneller ausbreiten können. Der Höhepunkt der zweiten Phase der Hitzewelle wurde am 23. Juli erreicht. Nach Angaben des Netzwerks automatischer Wetterstationen des Nationalen Observatoriums Athen überstiegen die Tageshöchsttemperaturen an 180 Wetterstationen 40 °C, von diesen lagen bei 87 die Höchsttemperatur über 42 °C. Die absolute Höchsttemperatur wurde in Gythio mit 46,4 °C verzeichnet, was die bisherige Rekordtemperatur vom 2. August während der zweiten Hitzewelle 2021 in Makrakomi mit einem Wert von 46,3 °C übertraf. Der nationale Temperaturrekord von Juli 1977 liegt bei 48 °C. Für den 23. Juli wurde für fast das gesamte Land nach dem Fire Weather Index eine hohe bis extrem hohe Waldbrandgefahr eingestuft. Gegen 28. Juli fand die Hitzewelle ein Ende und die Temperaturen in den meisten Landesteilen fielen auf um die 36 °C.
Das Nationale Observatorium verzeichnete für den Juli 2023 höhere durchschnittliche Tageshöchsttemperaturen als im Zeitraum von 2010 bis 2019. Für Thessalien, Zentralgriechenland, die Peloponnes, Kreta und die Ägäis-Inseln war es der wärmste Juli seit 2010, für Nordgriechenland und Epirus der zweitwärmste Monat der letzten 14 Jahre. Die stärksten Temperaturabweichungen wurden auf Kreta beobachtet, wo die Werte um etwa 2,8 °C über dem saisonalen Normalwert lagen. Die größten Temperaturabweichungen wurden landesweit zwischen dem 13. und 27. Juli verzeichnet, mit maximalen Abweichungen von gebietsweise mehr als 10 °C. Im Großraum Athen betrug die durchschnittliche monatliche Abweichung der Höchsttemperatur +1,9 °C, wobei 23 der 31 Tage des Monats wärmer als der jahreszeitliche Normalwert waren. In Thessaloniki waren 18 Tage des Monats wärmer als der Durchschnittswert des Zeitraums 2010–2019. Die meisten Tage mit einer positiven Temperaturabweichung wurden in Mittelgriechenland mit 30 Tagen in Livadia beobachtet, gefolgt von Amfiklia und der nordkretischen Stadt Rethymno mit 29 jeweils Tagen.
Ende August kam es zu einer weiteren Hitzewelle, die in einigen Gebieten erneut Temperaturen über 40 °C erreichte.

Wöchentliche Karten der National Oceanic and Atmospheric Administration für Europa Mitte Juli
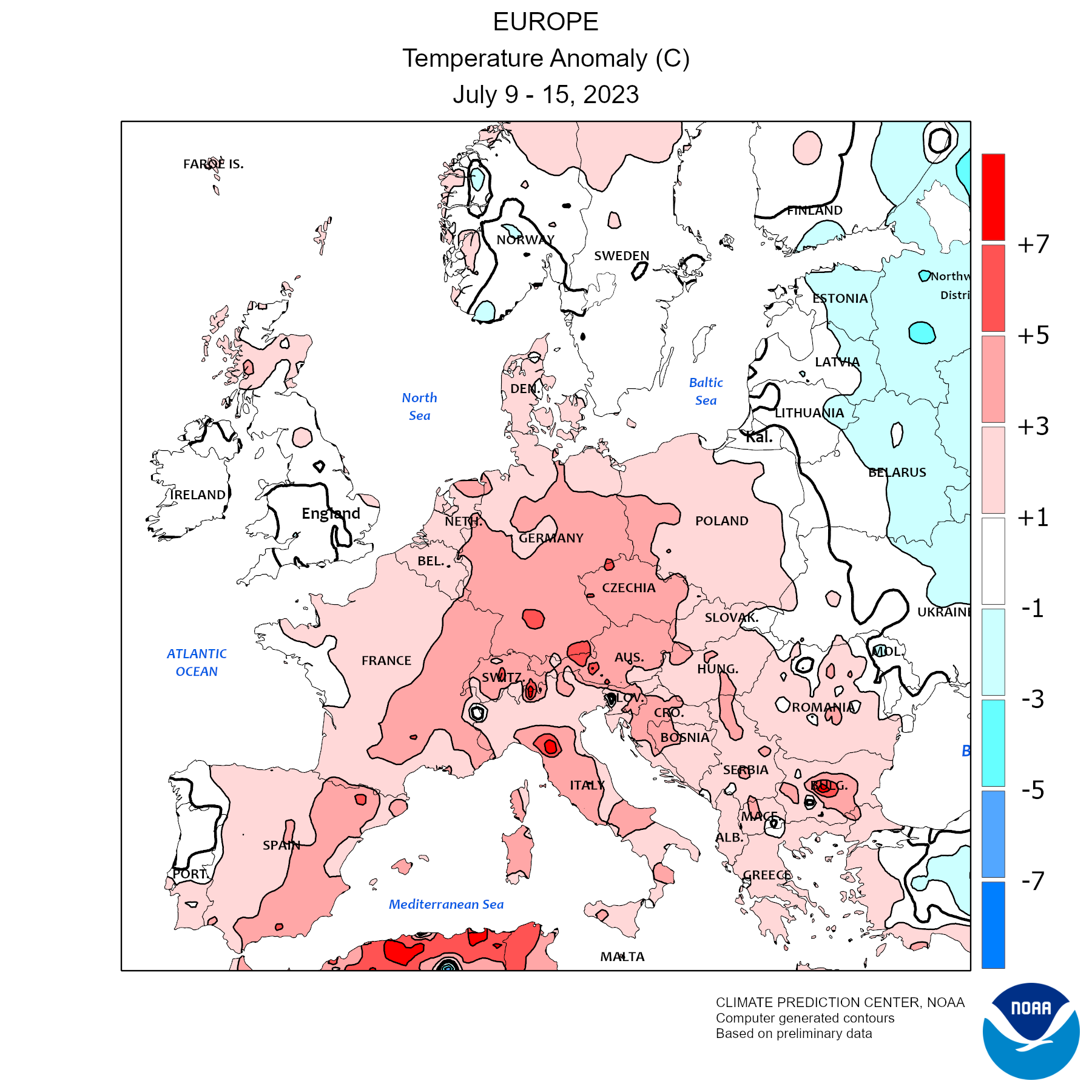
Temperaturanomalien 9. bis 15. Juli
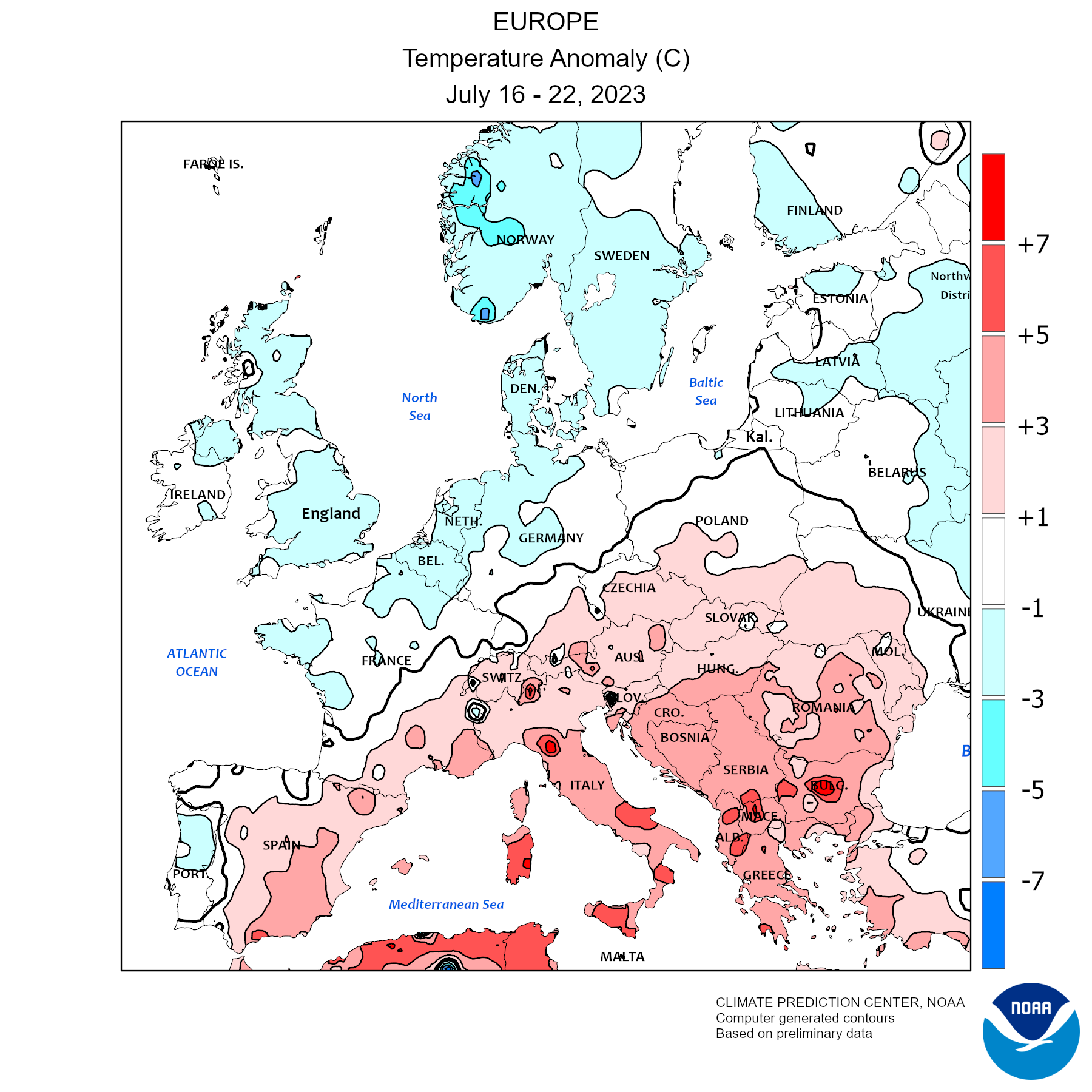
Temperaturanomalien 16. bis 22. Juli
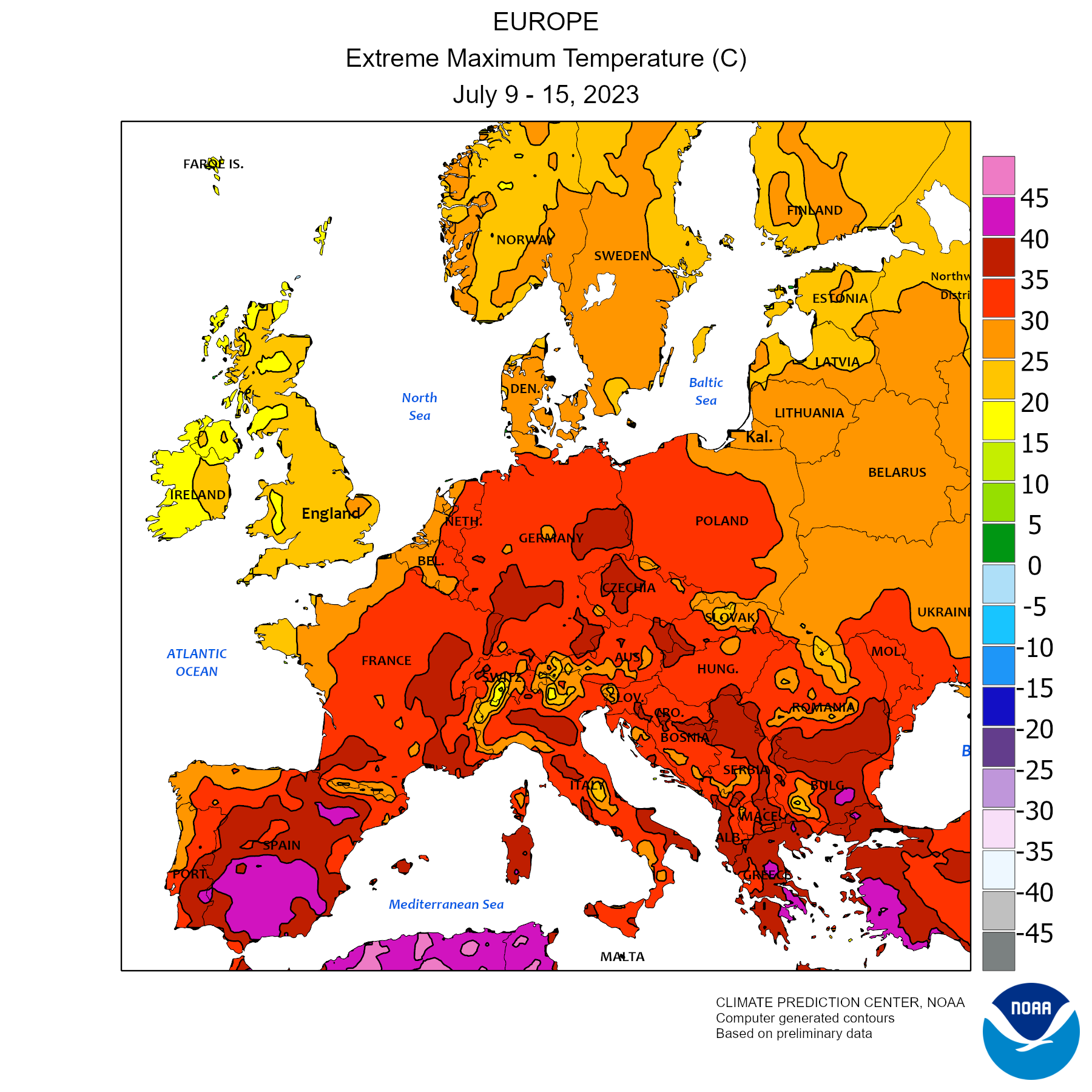
Höchsttemperaturen 9. bis 15. Juli
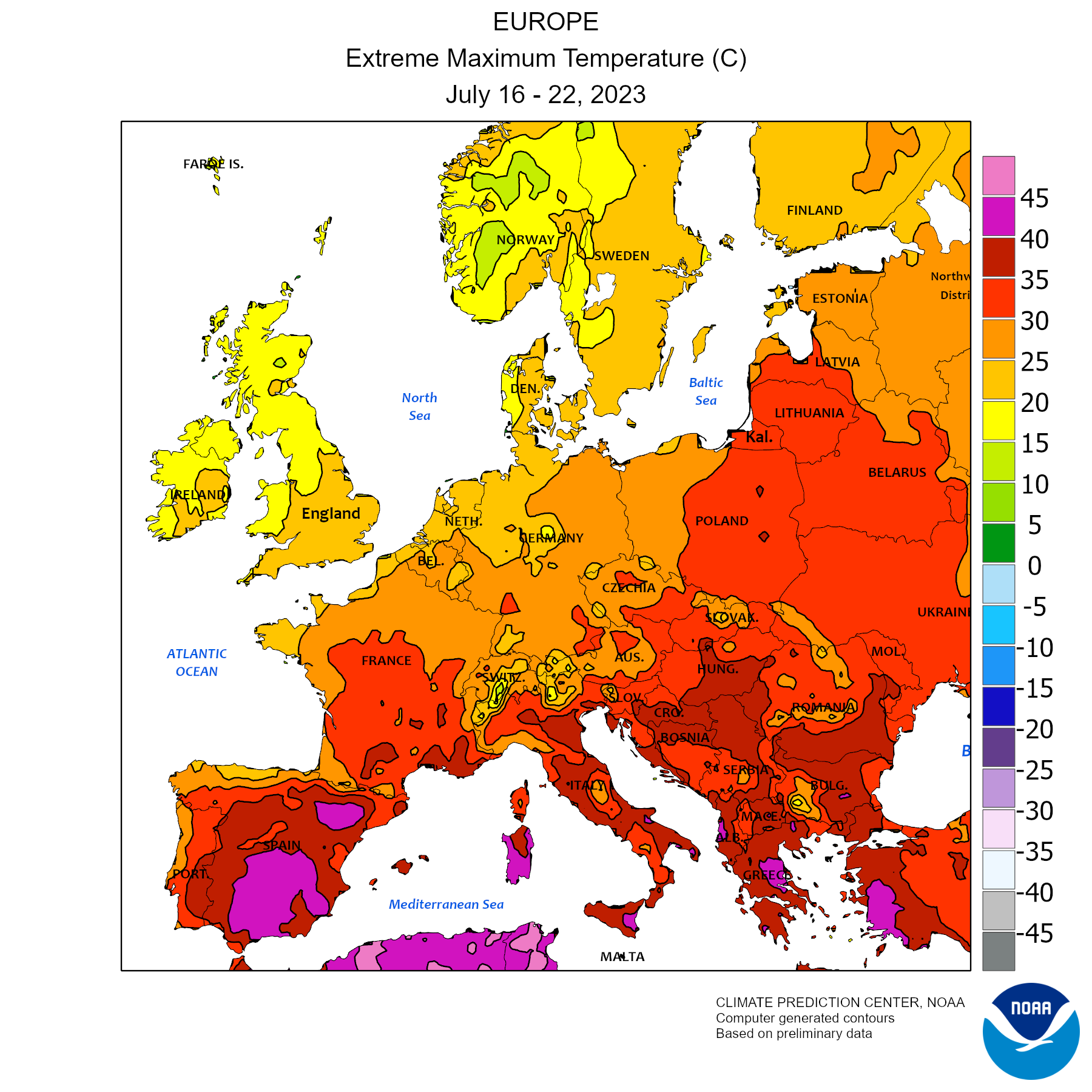
Höchsttemperaturen 16. bis 22. Juli
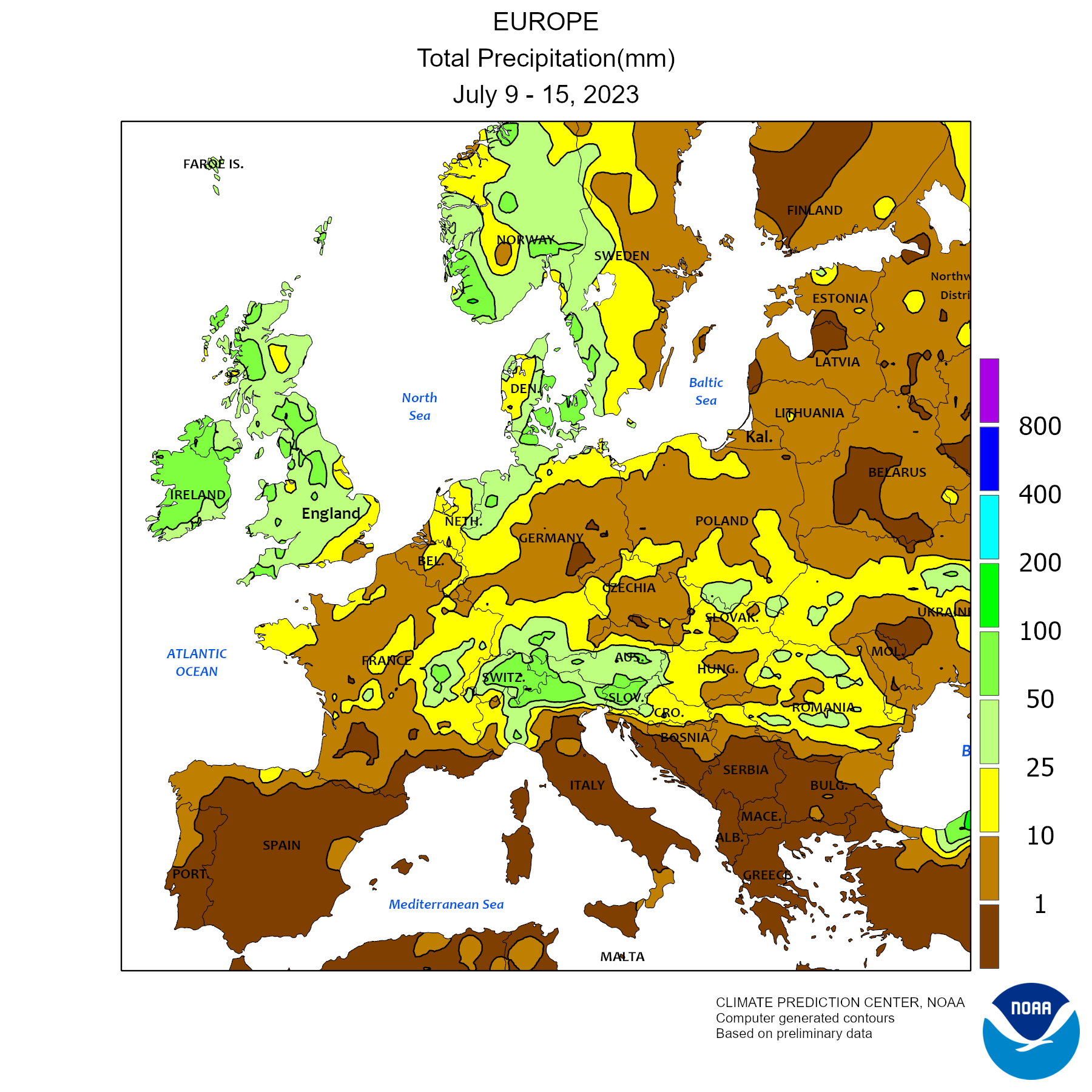
Gesamtniederschlag 9. bis 15. Juli
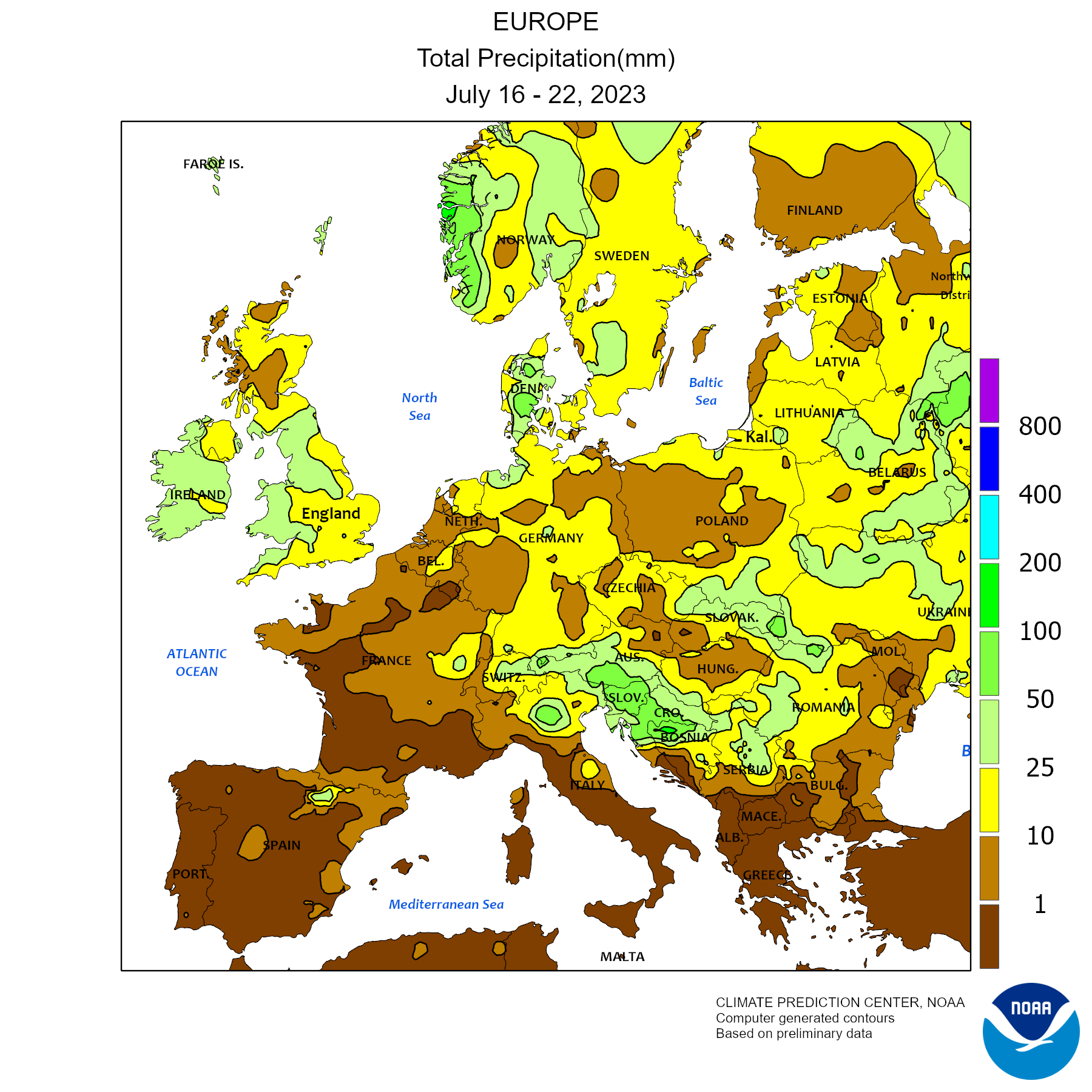
Gesamtniederschlag 16. bis 22. Juli

#### Ursachen der Hitzewellen
Im Jahr 2023 treffen gleich drei die globalen Temperaturen erhöhende Ereignisse zusammen und verursachen auf allen Kontinenten extreme Temperaturen sowie im Wechsel extreme Trockenheit und extreme Niederschläge.
- El-Niño-Ereignis: Die in unregelmäßigen Abständen von 2 bis 7 Jahren auftretende natürliche Schwankung der pazifischen Meeresströme El Niño findet seit dem Frühjahr 2023 erneut statt und wird die globalen Temperaturen voraussichtlich noch bis zum Jahr 2024 erhöhen.[16]
- Vulkanausbruch: Der gewaltige Ausbruch des Hunga Tonga-Hunga Haʻapai im Jahr 2022 emittierte eine gigantische Menge Wasserdampf in die Stratosphäre. Ihr Wassergehalt wurde um 10 bis 15 % erhöht. Dies verstärkt den Treibhauseffekt signifikant für vermutlich mehrere Jahre. Das Risiko, dass in den 5 Jahren nach dem Vulkanausbruch das 1,5-Grad-Ziel überschritten wird, steigt durch die Folgen der Tonga-Eruption um rund sieben Prozent.[17]
- Klimawandel: Nach einer Attributionsstudie der World Weather Attribution Initiative zu den Hitzewellen im Juli in der nördlichen Hemisphäre wären die Höchsttemperaturen in Südeuropa ohne globale Erwärmung „so gut wie unmöglich“ gewesen. Im aktuellen, bereits erwärmten Klima seien entsprechende Hitzewellen dagegen alle 10 Jahre zu erwarten.[18] Die Temperaturanomalien folgen dem vom UN-Weltklimarat (IPCC) vorhergesagten Muster, wonach sich das Mittelmeer zu einem „Klimawandel-Hotspot“ entwickelt.[19] Laut dem 2022 erschienenen Sechsten Sachstandsbericht des IPCC ist anzunehmen, dass durch Hitze verursachte Feuerwetterlagen in Südeuropa um 14 % zunehmen werden, wenn sich der Planet um 2,5 °C erwärmt. Für das zukünftige Waldbrandrisiko spielen jedoch beispielsweise auch gesellschaftliche Faktoren eine Rolle.[20]

### Menschlicher Auslöser
Die erhöhten Temperaturen schaffen mit Trockenheit und Wind nur die Bedingungen für Waldbrände, zünden jedoch kein Feuer. Auslöser für 90 % der Waldbrände ist menschliches Fehlverhalten. Nach Aussage des griechischen Ministers für Klimakrise und Katastrophenschutz Vasilis Kikilias waren für einen Großteil der Waldbrände fahrlässiges Handeln und Brandstifter verantwortlich. In Griechenland machen allgemein unter den nachgewiesenen Ursachen für Waldbrände Brandstiftung etwa 23 % und Fahrlässigkeit etwa 12 % aus. Hauptursache sind mit etwa 33 % Brandrodungen.

## Verlauf der Waldbrände
Insgesamt verbrannten Stand 30. September 2023 nach Angabe des European Forest Fire Information System bei 55 Waldbränden (erfasst ab einer Fläche von etwa 30 ha) über 174.700 Hektar Land und damit mehr als im gesamten Vorjahr und dem Durchschnitt der Jahre 2006 bis 2022, der bei 43.490 ha liegt, mit Höchstwerten in den Jahren 2007 (271.715 ha) und 2021 (130.744 ha). Die 2023 insgesamt verbrannte Fläche entspricht 1,31 Prozent der Landesfläche Griechenlands. Im Durchschnitt der Jahre 2006 bis 2022 waren es dagegen 0,33 Prozent der Landesfläche jährlich. Schwere Waldbrände begannen 2023 Mitte Juli in mehreren Gebieten in der Region Attika sowie auf den Inseln Rhodos, Korfu und Euböa. Auf Rhodos mussten etwa 19.000 Menschen evakuiert werden. Beim Absturz eines Canadair-Löschflugzeugs nahe Karystos starben am 25. Juli zwei griechische Piloten. Am 19. August brach im Nordosten Griechenlands bei Alexandroupoli ein Waldbrand aus. Am 22. August wurden 18 Todesopfer aufgefunden. Über 70 Feuerwehrleute wurden in der Waldbrandsaison verletzt.

### Juli

#### Attika
Am 17. Juli brachen in Ostattika etwa 27 Kilometer südöstlich von Athen Waldbrände aus, die eingedämmt werden konnten, jedoch vorher angefacht durch starken Wind mehrere Gebäude zerstörten, darunter Ferienhäuser und beispielsweise ein Tierheim. Insgesamt verbrannte etwa eine Fläche von 3869 Hektar.
Ein Waldbrand in Böotien etwa 30 Kilometer nordwestlich von Athen im Gemeindebezirk Dervenochoria brach ebenfalls am 17. Juli aus, der bis zum 21. Juli eine Fläche von über 11.708 Hektar verbrannte und mehrere Häuser beschädigte.

#### Peloponnes
Am 17. Juli brach zudem in Isthmia ein Waldbrand aus. Am Folgetag wurde in Loutraki, einem Ferienort am Golf von Korinth, der Katastrophenfall ausgerufen und Evakuierungen eingeleitet. Der Waldbrand verbrannte bis 20. Juli eine Fläche von 1196 ha und beschädigte Häuser in Agios Charalambos, einem Dorf am Saronischen Golf.

#### Rhodos

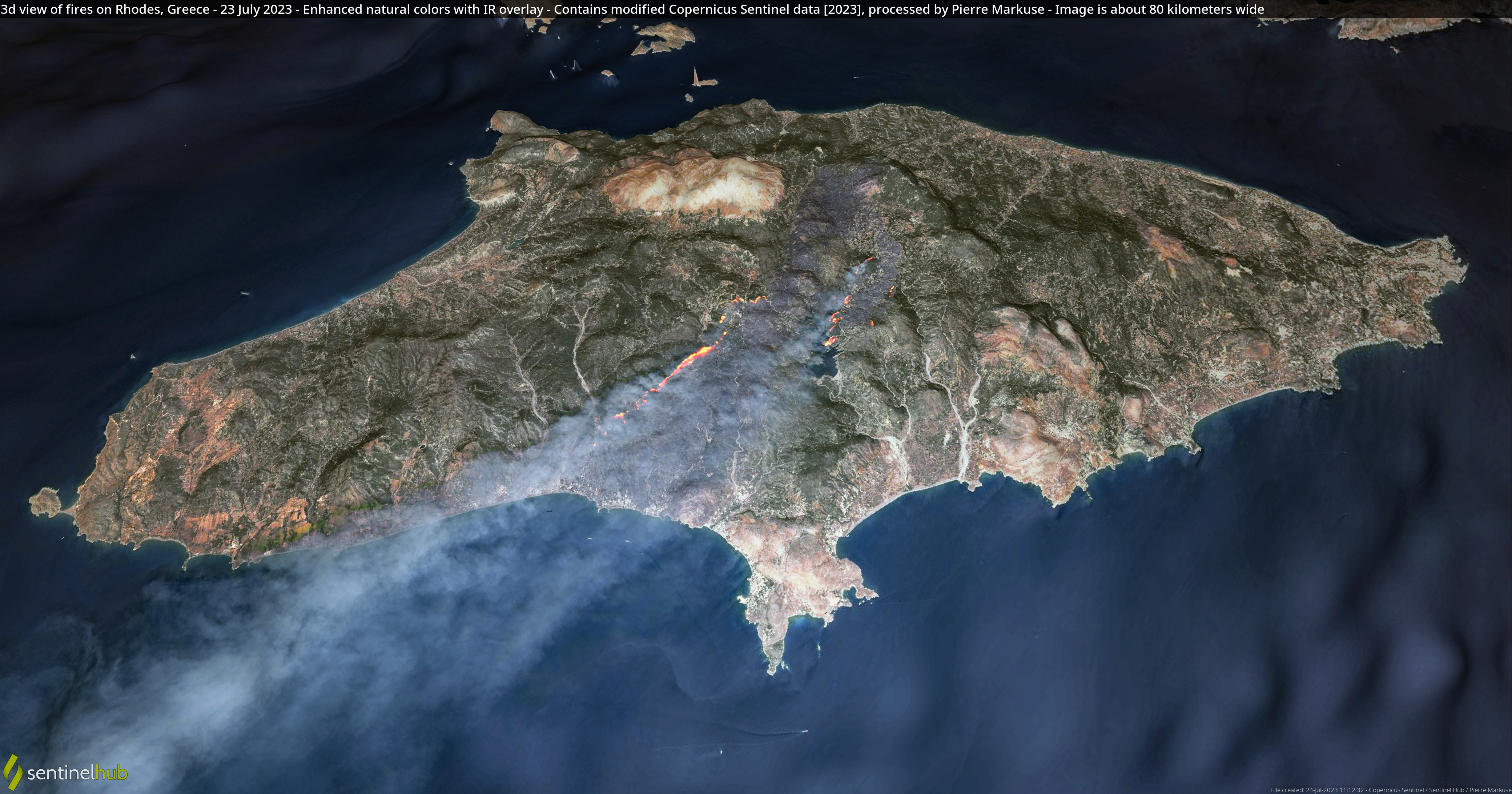
Waldbrand auf Rhodos (modifizierte Sentinel-Satellitenbeobachtungen vom 23. Juli, Nordwestrichtung oben)

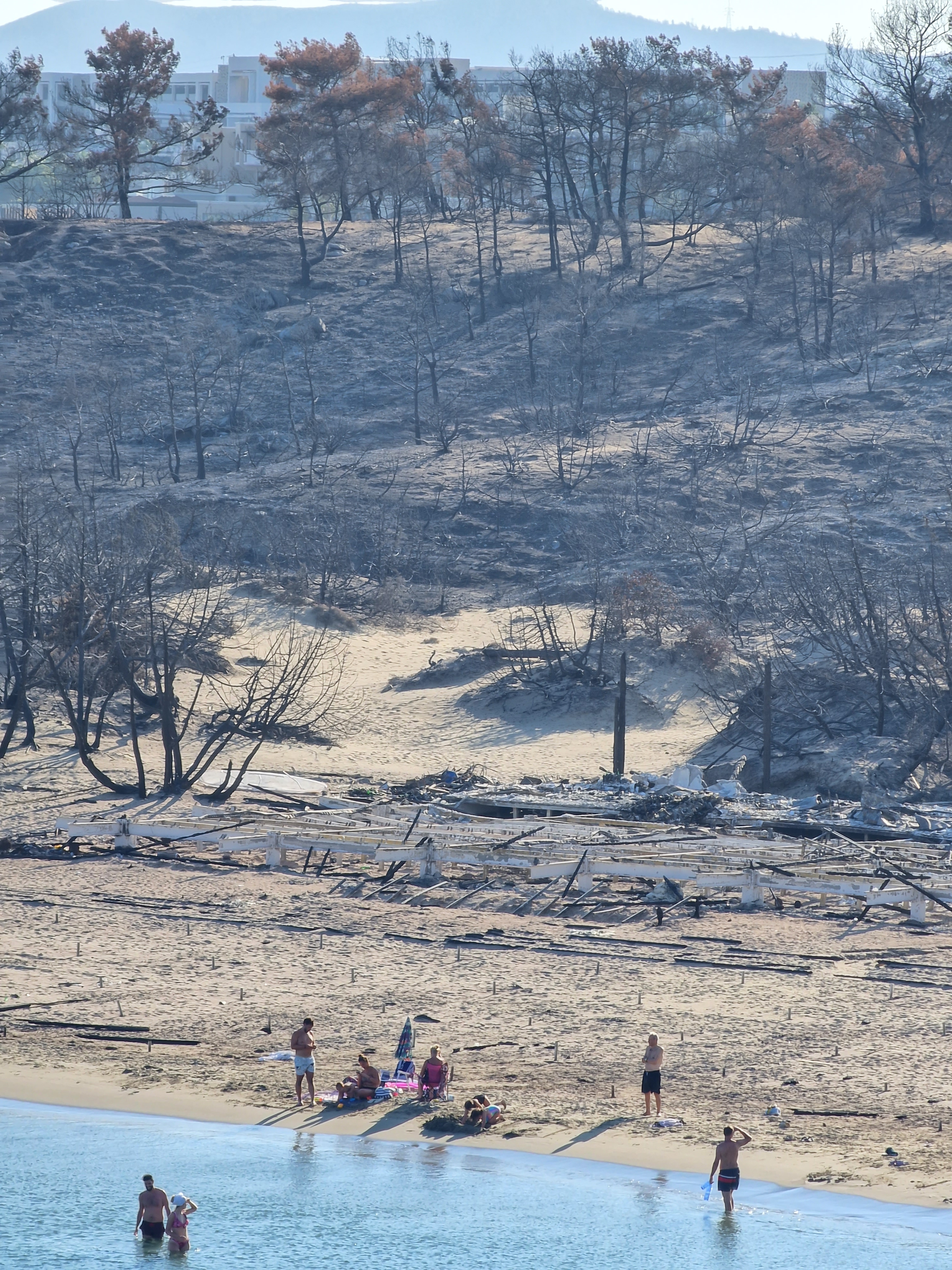
Verbrannte Strand-Bar und Vegetation auf Rhodos

Auf Rhodos brach am 18. Juli ein Waldbrand in den Kiefernwäldern um den Profitis Ilias aus und Bewohner der Dörfer Eleousa, Salakanos und Dimylia wurden zur Evakuierung aufgerufen. Am 22. Juli wurden etwa 19.000 Menschen evakuiert, nachdem sich der Waldbrand durch Winde angefacht von den Bergen Richtung Ostküste südlich von Lindos ausgebreitet hatte. Etwa 2000 Menschen wurden von den Stränden aus mit Booten in Sicherheit gebracht, darunter vor allem Urlauber. Es handelte sich um die größte Evakuierung im Zusammenhang mit Waldbränden der Landesgeschichte. Bis 22. Juli verbrannten bereits über 9.000 Hektar, Stand 27. Juli waren es über 17.500 Hektar, was mehr als 12 % der Gesamtfläche der Insel ausmacht. Auf Rhodos hatte es schon längere Zeit nicht mehr geregnet. Da sich das Feuer an mehreren Fronten bei Asklipiio, Kiotari, in der Gegend von Apollona und bei Laerma unkontrolliert ausbreitete wurde am 23. Juli für den Gemeindebezirk Notia Rodos der Ausnahmezustand erklärt. Das Ministerium für Klimakrise und Katastrophenschutz hat am 24. Juli angekündigt die beiden Dörfer Malonas und Masari zu evakuieren, da es in der Nähe erneut zum Wiederaufflammen der Feuerfront gekommen war. Die Bewohner wurden aufgefordert sich nach Archangelos zu begeben.  Am 23. Juli trafen weitere 40 Feuerwehrleute mit 10 Löschfahrzeugen zur Unterstützung der Feuerbekämpfung auf Rhodos ein. Außerdem wurden mit Wärmekameras ausgestattete Drohnen nachts über betroffene Gebiete geschickt, um Feuerherde zu orten und entsprechende Informationen an die Koordinationszentrale weiterzugeben. Bis zum 23. Juli wurden 12 Dörfer und Siedlungen geräumt: Kiotari, Gennadi, Pylonas, Laerma, Lardos, Lindos, Kalathos, Malonas, Asklipiio, Pefki, Masari und Charaki. Zum 25. Juli waren über 80 Feuerwehrleute, unterstützt durch 28 Einsatzfahrzeuge, drei Löschflugzeuge und drei Hubschrauber, an den Löscharbeiten beteiligt.

#### Korfu

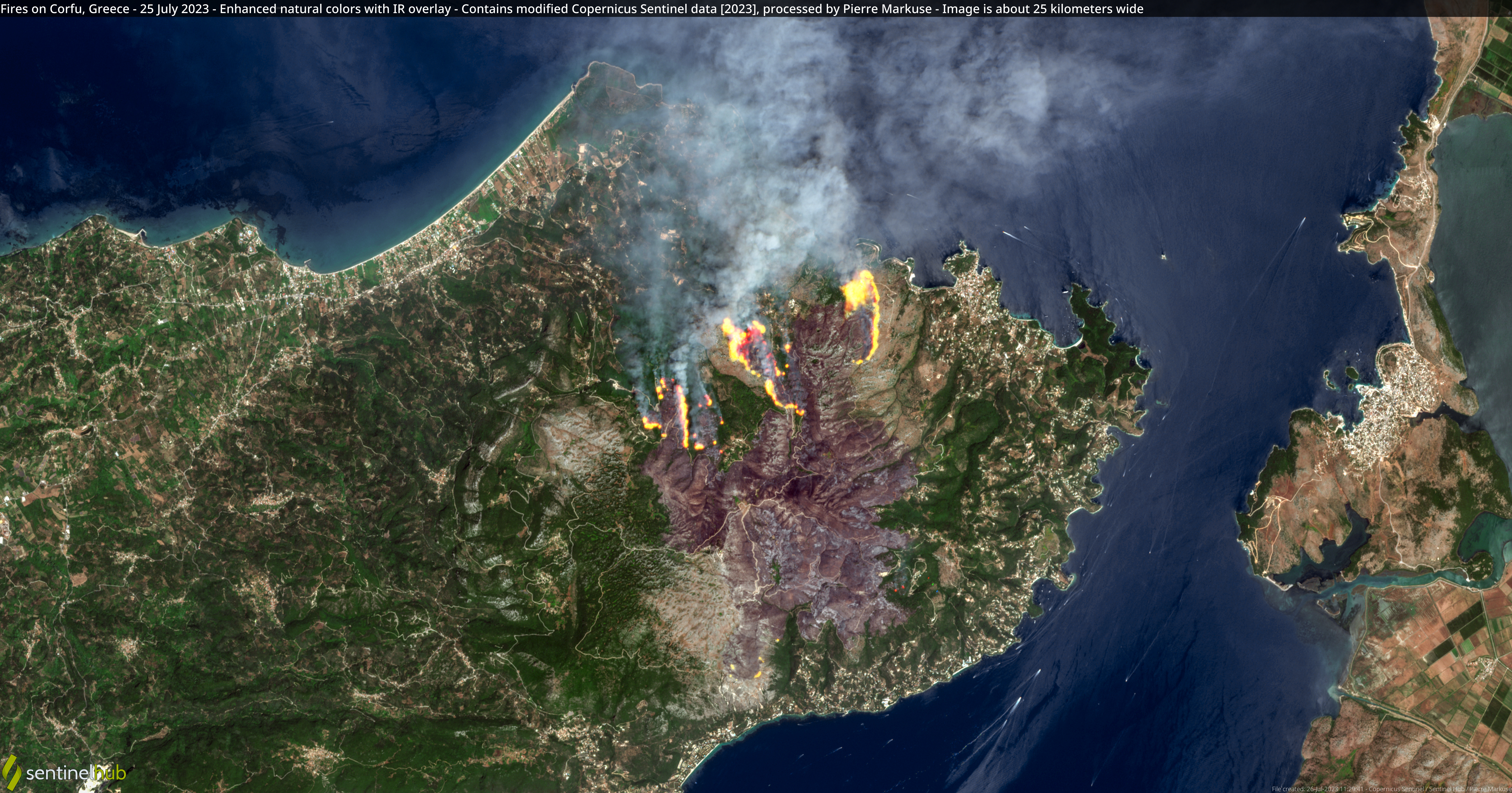
Satellitenbild der Waldbrände auf Korfu vom 25. Juli

Auch auf der Insel Korfu brach am Nachmittag des 23. Juli ein Waldbrand nahe dem Ort Loutses im Bezirk Thinali im Nordosten der Insel aus. Dieser breitete sich auf breiter Fläche nördlich und östlich des Pandokrator aus und erforderte Evakuierungen von über 2000 Personen in 17 Ortschaften. Insgesamt verbrannte bis 25. Juli eine Fläche von 1600 ha und bis 28. Juli waren es schließlich 2177 ha. Einige Gebäude wurden beschädigt.

Blick vom Pandokrator in Richtung Osten
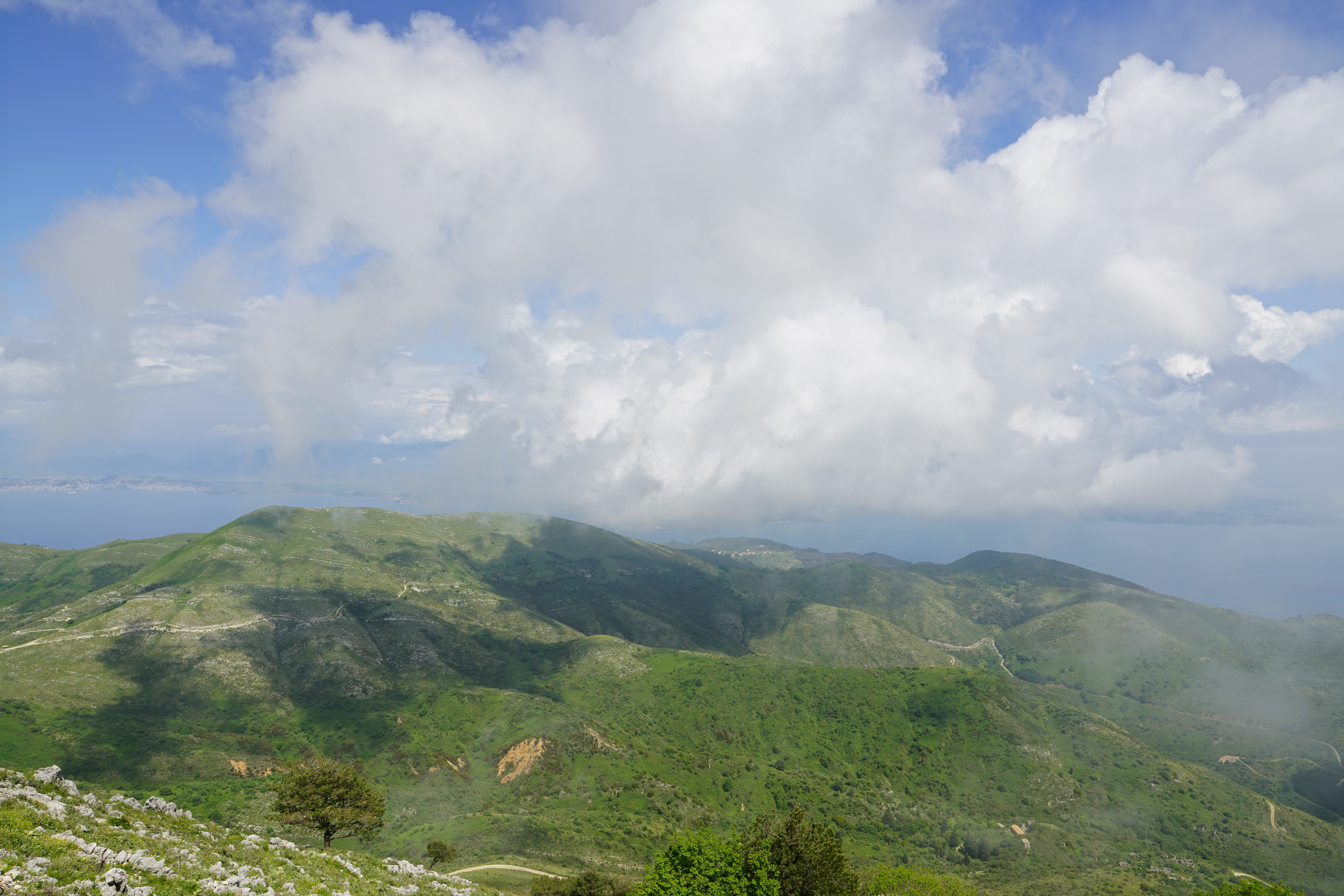
Vor dem Waldbrand …
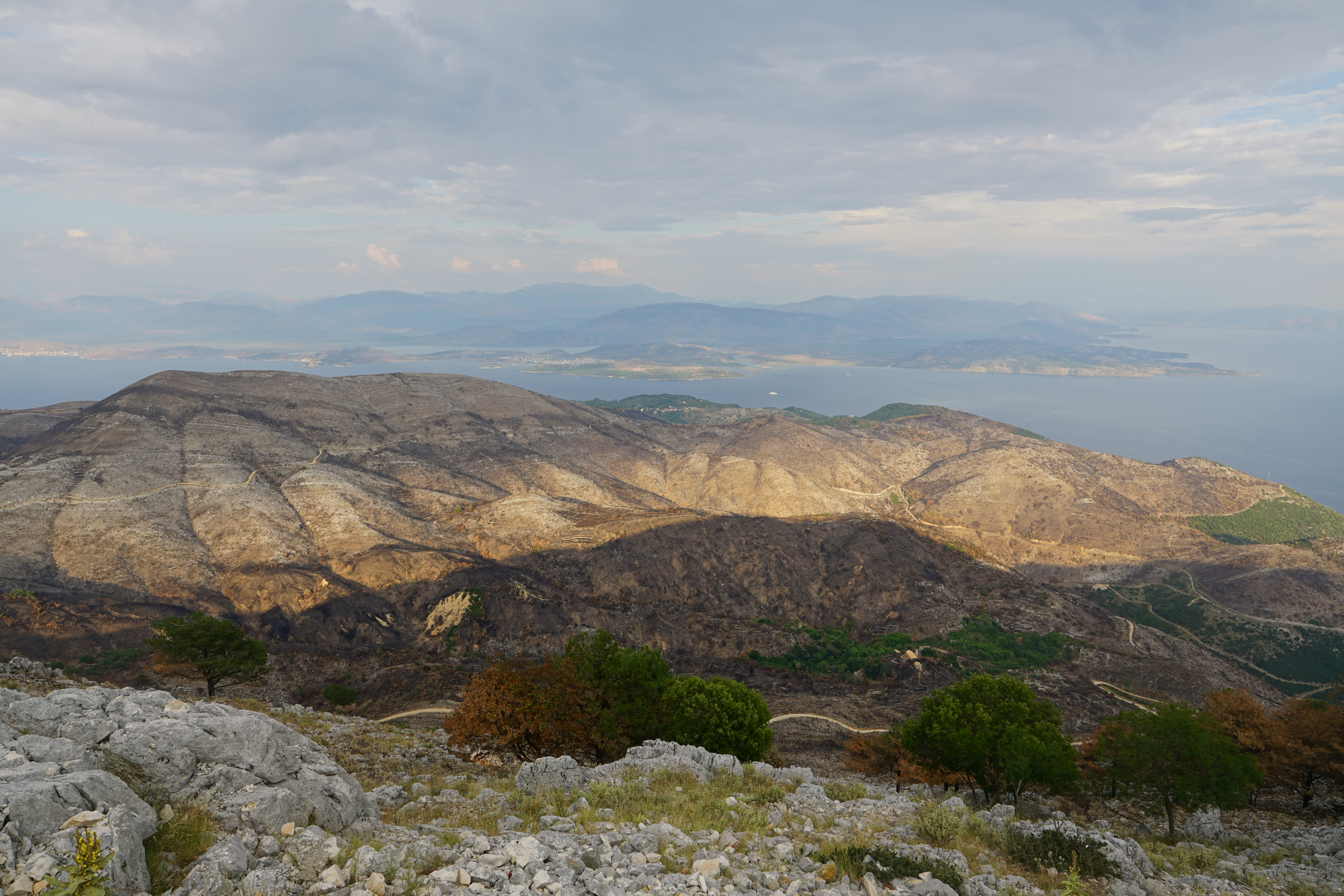
… und nach dem Waldbrand

#### Euböa
Im Süden Euböas brach ebenfalls am Mittag des 23. Juli nahe Platanistos ein Waldbrand aus. Bewohner mehrerer Dörfer wurden nach Karystos evakuiert. Am 25. Juli 2023 stürzte ein griechisches Canadair-Flugzeug bei einem Löschflug nahe Karystos ab, wobei die beiden Piloten ums Leben kamen. Bis 28. Juli verbrannte eine Fläche von 1968 ha. Bereits im August 2021 verbrannte bei Waldbränden ein Großteil der Nordseite der Insel.

#### Zentralmakedonien
Bei einem Waldbrand in Serres im Norden Griechenlands kam nach Berichten vom 24. Juli ein 73-jähriger Schäfer ums Leben.

#### Thessalien
In der Region Thessalien erreichte ein am 26. Juli ausgebrochener Waldbrand rund vier Kilometer nördlich des Flughafens Nea Anchialos ein Munitionslager der griechischen Luftwaffe und löste dort Explosionen aus. Die Bevölkerung in einem Umkreis von drei Kilometern war bereits zuvor evakuiert worden. In Magnisia kam ein Schäfer bei dem Versuch ums Leben, seine Tiere vor dem Feuer zu retten. An einem anderen Ort starb eine Frau. Bis zum 27. Juli verbrannte eine Fläche von 7853 ha, die sich bis zum 29. Juli auf 8264 ha ausgeweitet hatte.

### August

#### Thrakien

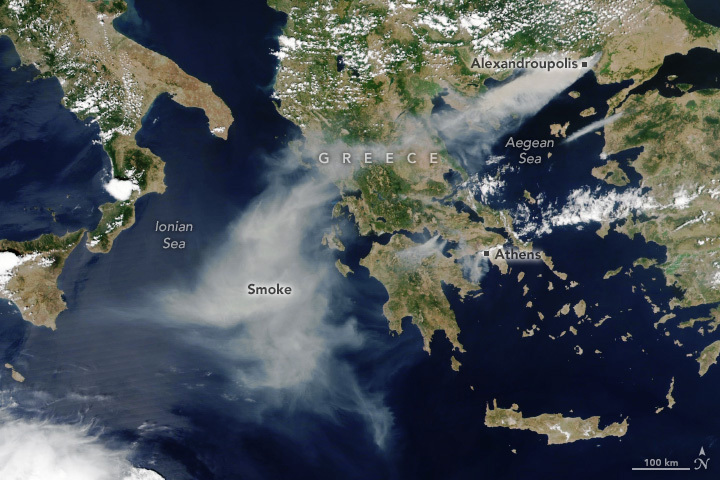
Rauchfahnen der Waldbrände in Griechenland am 22. August 2023

Am Morgen des 19. August brach bei starken Winden ein Feuer im Gebiet Melia bei Alexandroupoli aus, das sich in Richtung Süden über die Egnatia Odos bewegte, die teilweise für den Verkehr gesperrt wurde. Acht Ortschaften wurden über eine Warn-SMS zur Räumung aufgefordert, in Aetochori und Pefka sollen Häuser verbrannt sein. Am 20. August waren 176 Feuerwehrleute, 48 Fahrzeuge, 4 Löschflugzeuge und 2 Löschhubschrauber im Einsatz. Einige Ortschaften konnten durch am Wochenende angelegte breite Brandschutzzonen geschützt werden, aber auch nach drei Tagen konnte das Feuer noch nicht unter Kontrolle gebracht werden. Am 22. August wurden im Wald von Dadia, nördlich von Alexandroupoli, in einem unwegsamen Gebiet 18 Tote gefunden, die dem Waldbrand zum Opfer gefallen waren. Die Behörden vermuten, dass es sich dabei um illegale Einwanderer handele, da keine Menschen in der Umgebung als vermisst gemeldet worden waren und sich häufiger Menschen nach dem illegalen Grenzübertritt in Waldgebieten verbergen würden. Einige Tage später wurden zwei weitere Todesopfer im Dadia-Nationalpark gefunden.
Die Waldbrände verursachten schwere Luftverschmutzung. In Alexandroupoli wurden am 22. August hohe Feinstaubwerte von 106 Mikrogramm der Größenkategorie PM2,5 pro Kubikmeter Luft gemessen. Rauch von den Waldbränden zog mehr als 950 km weit nach Südwesten bis ins Ionische Meer und bedeckte große Teile des Landes.
Er erstreckte sich zeitweise über eine Fläche von 110.000 km², was etwa 80 % der Fläche Griechenlands entspricht. Der griechische Verband der Pneumologen forderte Menschen aufgrund der Gesundheitsgefahren durch Rauchbelastung auf, möglichst in Innenräumen zu bleiben und Fenster und Türen nicht zu öffnen. Besonders bei den Bränden in Thrakien entstehen enorme Feinstaubmengen, die Süditalien und Malta erreichten. Die im zentralen Mittelmeer vorherrschenden Wetterbedingungen begünstigen die Ablagerung gasförmiger Massen und damit der bodennah befindlichen Mikropartikel. Die Luftqualität im Raum Sizilien und Malta ist aufgrund der hohen Konzentration an PM10- und PM2,5-Mikropartikeln äußerst schlecht.
Auswertungen von Satellitendaten des Copernicus Rapid Mapping Service ergaben, dass der Waldbrand im Regionalbezirk Evros der größte Waldbrand seit vielen Jahren auf europäischem Boden ist. Der Evros-Waldbrand, der aus der Kombination der beiden Brände von Alexandroupoli und dem Dadia-Nationalpark entstand, zerstörte mit Stand vom 3. September eine Gesamtfläche von mehr als 93.500 ha, betroffen waren davon 47 % Waldflächen, 34 % Buschland sowie 9 % landwirtschaftliche Flächen. Nach der Definition des Nationalen Observatoriums Athen wird ein Waldbrand mit einer zerstörten Fläche über 10.000 ha als „Megabrand“ (μεγαπυρκαγιά megapyrkagiá) bezeichnet. Zwischen 2002 und 2023 war Griechenland von 16 solcher Megabrände betroffen, die insgesamt mehr als 420.000 ha verbrannten, überwiegend seit 2007. Unter ihnen gilt der Waldbrand von Evros mittlerweile als der größte Waldbrand der letzten 21 Jahre in Griechenland. Die größte Anzahl Megabrände ereignete sich in den drei Jahren von 2007 bis 2009 mit insgesamt neun Bränden sowie einer im Jahr 2012 und sechs in den drei Jahren zwischen 2021 und 2023.

#### Attika und Mittelgriechenland
Auch in Attika und Mittelgriechenland brachen Ende August erneut Waldbrände aus. Nahe Athen verbrannten Häuser und Autos und in Aspropyrgos Industrieanlagen. In einem Waldgebiet beim Kloster Kliston in der Gemeinde Fyli im Süden der Parnitha brach am 22. August ein Waldbrand aus. Das Feuer breitet sich entgegen der vorherrschenden Windrichtung aus. Die steile, bergige und schluchtenreiche Topographie in Verbindung mit der vorherrschenden dichten Vegetation begünstigen die weitere Ausbreitung entgegen den abschwächenden Nordostwinden nach Nord-Nordost. Bis 24. August verbrannte eine Fläche von über 5700 ha.
Auf der Insel Euböa entfachte am 21. August ein Waldbrand. Bis 23. August verbrannte eine Fläche von rund 530 ha.

## Reaktionen
Der griechische Ministerpräsident Kyriakos Mitsotakis kehrte vorzeitig von einem Besuch in Brüssel zurück. Die Europäische Union sandte zur Unterstützung Griechenlands über den EU-Zivilschutz-Mechanismus zwei Module aus Frankreich und Italien mit je zwei Canadair-Löschflugzeugen. Der Copernicus Emergency Management Service (EMS) wurde am 17. Juli 2023 zur satellitenbasierten Schadensabschätzung aktiviert. Zudem wurden Hunderte Feuerwehrleute aus verschiedenen EU-Staaten zur Feuerbekämpfung nach Griechenland geschickt. Frankreich, Italien, die Türkei, Zypern, Israel und Jordanien unterstützten die Löscharbeiten mit Löschflugzeugen und Hubschraubern. Flüge nach Rhodos wurden von Jet2.com und TUI gestrichen. Vom 25. bis 27. Juli verhängte Verteidigungsminister Nikos Dendias eine dreitägige Trauer des Militärs, um die beiden im Süden Euböas verunglückten Piloten zu ehren, die während der Ausübung ihrer Dienstpflicht ums Leben gekommen waren. Am 28. Juli verkündete der griechische Minister für Klimakrise und Katastrophenschutz, Vassilis Kikilias, dass die Waldbrände unter Kontrolle seien. Der Bürgerschutzminister Notis Mitarakis trat zurück, nachdem er dafür kritisiert worden war, während der Hochphase der Waldbrände im Urlaub gewesen zu sein. Neuer Minister wurde Giannis Ekonomou.
Am 2. August kündigte Premierminister Mitsotakis in einem Fernsehinterview mit einem britischen Sender an, dass Touristen, deren Urlaub durch die Brände auf Rhodos abgebrochen werden musste, im Frühling oder Herbst des folgenden Jahres eine Woche kostenlosen, von der griechischen Regierung finanzierten Urlaub auf der Insel machen könnten.
Vasilis Kikilias erklärte angesichts der Brände, der Sommer 2023 sei „der schlimmste Sommer seit Beginn der Aufzeichnungen“.